# Tribunal de distrito (Noruega)

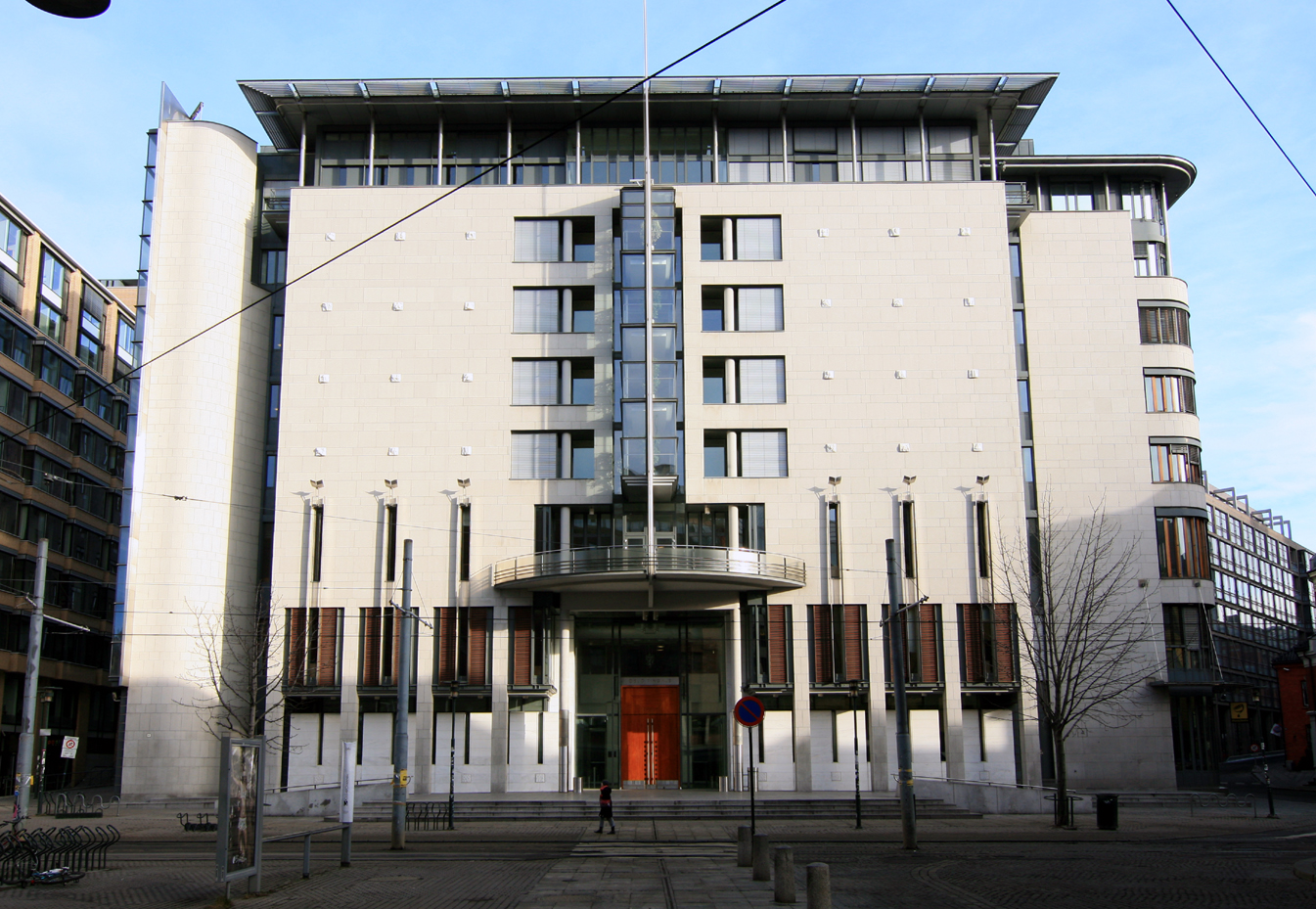
Sede del Tribunal de distrito de Oslo.

En el Derecho de Noruega, los tribunales de distrito (en noruego: sg. Tingrett; pl. Tingretten) conforman la primera instancia del aparato jurisdiccional noruego, y cuentan con jurisdicción tanto en el orden civil como en el penal, conociendo de los casos en los que no se requiere conciliación previa. El tribunal de estas características más importante de Noruega, tanto por el número de jueces que despachan (en torno a cien) como por la cantidad de casos de los que conocen (el 20% de los casos estatales), es el de Oslo. De los recursos interpuestos contra las sentencia de los Tribunales de Distrito conocen los Tribunales de Apelación (lagmannsrett).
La denominación tingrett se hizo oficial en el año 2002, de modo que los tribunales de ciudades (byrett) y los de distrito (herredsrett) quedaron unificados.